# Mistrzostwa Europy w Lekkoatletyce 2010 – bieg na 110 m przez płotki mężczyzn
Bieg na 110 metrów przez płotki mężczyzn – jedna z konkurencji rozegranych podczas lekkoatletycznych mistrzostw Europy na Estadi Olímpic Lluís Companys w Barcelonie.
Do rywalizacji w biegu płotkarskim przystąpiło dwóch reprezentantów Polski: Artur Noga oraz Dominik Bochenek.

## Terminarz
| Data     | Godzina |            |
| -------- | ------- | ---------- |
| 29 lipca | 10:45   | Eliminacje |
| 30 lipca | 18:35   | Półfinał   |
| 30 lipca | 19:50   | Finał      |

## Rekordy
Tabela prezentuje rekord świata, Europy oraz czempionatu Starego Kontynentu, a także najlepsze rezultaty w Europy i na świecie w sezonie 2010 przed rozpoczęciem mistrzostw.
| Rekord świata            | Dayron Robles | 12.87 | Ostrawa   | 12 czerwca 2008  |
| Rekord Europy            | Colin Jackson | 12.91 | Stuttgart | 20 sierpnia 1993 |
| Rekord mistrzostw Europy | Colin Jackson | 13.02 | Budapeszt | 22 sierpnia 1998 |
| Listy światowe           | David Oliver  | 12.89 | Paryż     | 16 lipca 2010    |
| Listy europejskie        | Petr Svoboda  | 13.27 | Praga     | 14 czerwca 2010  |

## Rezultaty

### Eliminacje
Rozegrano 4 biegi eliminacyjne, do których przystąpiło 31 płotkarzy. Aby awansować do półfinału należało zająć jedno z pierwszych trzech miejsc w swoim biegu (Q) lub mieć jeden z czterech najlepszych czasów wśród przegranych (q). W związku z popełnieniem falstartu, w trzecim biegu eliminacyjnym, zdyskwalifikowany został broniący tytułu mistrzowskiego Łotysz Staņislavs Olijars.
| Poz. | Tor | Bieg | Zawodnik               | Reprezentacja   | Czas  | Uwagi |
| ---- | --- | ---- | ---------------------- | --------------- | ----- | ----- |
| 1    | 4   | 5    | Dániel Kiss            | Węgry           | 13.44 | Q     |
| 2    | 2   | 1    | Andy Turner            | Wielka Brytania | 13.48 | Q     |
| 3    | 4   | 3    | Garfield Darien        | Francja         | 13.50 | Q     |
| 3    | 3   | 7    | Petr Svoboda           | Czechy          | 13.50 | Q     |
| 5    | 4   | 8    | Dominik Bochenek       | Polska          | 13.58 | Q     |
| 5    | 3   | 4    | Marcel van der Westen  | Holandia        | 13.58 | Q, SB |
| 7    | 3   | 3    | William Sharman        | Wielka Brytania | 13.60 | Q     |
| 8    | 3   | 5    | Alexander John         | Niemcy          | 13.61 | q     |
| 9    | 4   | 4    | Matthias Bühler        | Niemcy          | 13.62 | q     |
| 10   | 1   | 8    | Dimitri Bascou         | Francja         | 13.65 | Q     |
| 10   | 4   | 6    | Maksim Łynsza          | Białoruś        | 13.65 | q, SB |
| 12   | 1   | 3    | Artur Noga             | Polska          | 13.68 | Q     |
| 13   | 4   | 7    | Jurica Grabušić        | Chorwacja       | 13.69 | q     |
| 14   | 2   | 4    | Philip Nossmy          | Szwecja         | 13.71 | Q     |
| 15   | 3   | 2    | Konstantin Szabanow    | Rosja           | 13.73 | SB    |
| 16   | 1   | 2    | Jackson Quiñónez       | Hiszpania       | 13.78 | Q     |
| 17   | 1   | 6    | Konstadínos Douvalídis | Grecja          | 13.80 |       |
| 18   | 2   | 3    | Ladji Doucouré         | Francja         | 13.82 | Q     |
| 18   | 3   | 8    | Felipe Vivancos        | Hiszpania       | 13.82 |       |
| 20   | 2   | 6    | Martin Mazác           | Czechy          | 13.87 |       |
| 21   | 3   | 6    | Juha Sonck             | Finlandia       | 13.88 |       |
| 22   | 1   | 5    | Gregory Sedoc          | Holandia        | 13.95 |       |
| 23   | 1   | 7    | Stefano Tedesco        | Włochy          | 13.96 |       |
| 24   | 2   | 8    | Alexandru Mihailescu   | Rumunia         | 13.99 |       |
| 25   | 1   | 4    | Balázs Baji            | Węgry           | 14.01 |       |
| 26   | 2   | 7    | Alexandros Stavrides   | Cypr            | 14.04 | SB    |
| 27   | 2   | 5    | Francisco Javier López | Hiszpania       | 14.15 |       |
| –    | 2   | 2    | Staņislavs Olijars     | Łotwa           | -     | DSQ   |
| –    | 4   | 2    | Mantas Šilkauskas      | Litwa           | -     | DSQ   |
| –    | 4   | 1    | Dawit Ilariani         | Gruzja          | -     | DNS   |

### Półfinał
Rozegrano dwa półfinały – bezpośredni awans do finału gwarantowało zajęcie pierwszych trzech miejsc w swoim biegu (Q), a skład finału uzupełniła dwójka zawodników z najlepszymi czasami wśród przegranych (q).

#### Bieg I
| Poz. | Tor | Zawodnik         | Reprezentacja   | Czas  | Uwagi |
| ---- | --- | ---------------- | --------------- | ----- | ----- |
| 1    | 3   | Garfield Darien  | Francja         | 13.39 | Q, SB |
| 2    | 5   | Dániel Kiss      | Węgry           | 13.47 | Q     |
| 3    | 1   | Alexander John   | Niemcy          | 13.56 | Q     |
| 4    | 6   | Dimitri Bascou   | Francja         | 13.57 | q     |
| 5    | 4   | Philip Nossmy    | Szwecja         | 13.87 |       |
| 6    | 7   | Dominik Bochenek | Polska          | 14.13 |       |
| -    | 2   | Jurica Grabušić  | Chorwacja       | -     | DNF   |
| -    | 8   | William Sharman  | Wielka Brytania | -     | DSQ   |

#### Bieg II
| Poz. | Tor | Zawodnik              | Reprezentacja   | Czas  | Uwagi |
| ---- | --- | --------------------- | --------------- | ----- | ----- |
| 1    | 4   | Petr Svoboda          | Czechy          | 13.44 | Q     |
| 2    | 5   | Andy Turner           | Wielka Brytania | 13.50 | Q     |
| 3    | 6   | Artur Noga            | Polska          | 13.53 | Q     |
| 4    | 3   | Marcel van der Westen | Holandia        | 13.56 | q, SB |
| 5    | 1   | Maksim Łynsza         | Białoruś        | 13.68 |       |
| 6    | 8   | Ladji Doucouré        | Francja         | 13.80 |       |
| 7    | 2   | Matthias Bühler       | Niemcy          | 13.99 |       |
| 8    | 7   | Jackson Quiñónez      | Hiszpania       | 14.03 |       |

### Finał
| Poz. | Zawodnik              | Reprezentacja   | Czas  | Uwagi |
| ---- | --------------------- | --------------- | ----- | ----- |
|      | Andy Turner           | Wielka Brytania | 13.28 | SB    |
|      | Garfield Darien       | Francja         | 13.34 | PB    |
|      | Dániel Kiss           | Węgry           | 13.39 |       |
| 4    | Dimitri Bascou        | Francja         | 13.41 | PB    |
| 5    | Artur Noga            | Polska          | 13.44 |       |
| 6    | Petr Svoboda          | Czechy          | 13.57 |       |
| 7    | Marcel van der Westen | Holandia        | 13.58 |       |
| 8    | Alexander John        | Niemcy          | 13.71 |       |